# Emile Allewaert
Emile Joseph Allewaert (Izegem, 23 januari 1879 - aldaar, 25 juli 1966) was burgemeester van Izegem, volksvertegenwoordiger en senator.

## Levensloop
Allewaert volgde lager onderwijs in Izegem. Op zijn twaalfde werd hij leerling-typograaf bij drukkerij Dooms en zes jaar later ging hij als drukker aan de slag bij drukkerij Strobbe. 
In 1906 raakte Allewaert erg onder de indruk van het ideeëngoed van pater Georges Rutten, algemeen secretaris van het Algemeen Secretariaat der Christelijke Beroepsverenigingen van België, toen die in Izegem het christelijk syndicalisme kwam propageren. In oktober dat jaar was hij medeoprichter van het Weverssyndicaat in Izegem en hij werd er de schatbewaarder en secretaris van. In maart 1907 volgde de oprichting van een syndicaat voor papier- en boekbewerkers in de regio Roeselare-Tielt:  Hoop in de toekomst. Het jaar daarna stichtte Allewaert het Vakvereniging van de Christelijke Arbeiders in Izegem.
Van 1910 tot 1912 was hij werkzaam bij het Algemeen Secretariaat der Christelijke Beroepsverenigingen van België, waar hij werd aangesteld tot propagandist voor de provincie West-Vlaanderen en deel uitmaakte van het secretariaat van pater Rutten. In deze functie reisde Allewaert de hele provincie rond en ontfermde hij zich over zowat elke stakingsactie. 
Het engagement van Emile Allewaert beperkte zich niet uitsluitend tot syndicale bewegingen. Zo was hij in 1912 medeoprichter van de katholieke werkliedenbond Leo XIII en van de coöperatieve bakkerij Ons Eigen Brood, waarvan hij de voorzitter werd. Tijdens de Eerste Wereldoorlog hield hij zich tevens bezig met de publicatie en de redactie van een lokale Vlaamsgezinde en democratische krant 't Izegemsche volk.
Ondertussen werd Allewaert ook actief in het lokale politieke leven. Als vertegenwoordiger van de arbeiders werd hij ondervoorzitter van de Katholieke Kiesbond van Izegem. Daarenboven was hij van 1920 tot 1948 voorzitter van de lokale Werkersbond en van 1920 tot 1933 secretaris en van 1933 tot 1947 voorzitter van de ACW-afdeling van het arrondissement Roeselare-Tielt en tussen 1921 tot 1923 secretaris van het Katholiek Arrondissementsverbond van Roeselare-Tielt. Voorts was hij in Izegem in 1920 stichter en tot aan zijn dood in 1966 voorzitter van de lokale mutualiteit Voorzienigheid, was hij van 1934 tot 1940 voorzitter van de Christelijke Mutualiteiten van het arrondissement Roeselare-Tielt en leider van de provinciale federatie van deze mutualiteiten. Ook engageerde hij zich binnen de  Nationale Federatie der Houtwerkers van België en de Katholieke Arbeidersjeugd en was hij medeoprichter en beheerder van drukkerij Vooruitgang.
In 1921 werd Allewaert verkozen tot gemeenteraadslid van Izegem, wat hij bleef tot in 1958. Van 1926 tot 1945 was hij schepen van Izegem en van 1945 tot 1958 was hij burgemeester van deze stad. 
Bovendien zetelde Allewaert 37 jaar lang in het Belgisch parlement, eerst voor de Katholieke Unie en het Katholiek Blok en daarna voor de CVP. Van 1921 tot 1925 zat hij in Senaat als provinciaal senator voor West-Vlaanderen. Vervolgens werd hij bij de verkiezingen van 1925 op een dissidente lijst van christelijke arbeiders voor het arrondissement Roeselare-Tielt verkozen in de Kamer van volksvertegenwoordigers. Bij volgende verkiezingen werd Allewaert telkens verkozen op de katholieke lijst en hij bleef uiteindelijk volksvertegenwoordiger tot in 1946. Van 1946 tot 1958 was hij ten slotte rechtstreeks gekozen senator.
In 1934 vertegenwoordigde hij het arrondissement Roeselare-Tielt in de algemene vergadering van de 'Katholieke Unie van België'
Het archief van Emile Allewaert berust bij het KADOC in Leuven.